# Wolha Abramawa
Wolha Michajłauna Abramawa (biał. Вольга Міхайлаўна Абрамава, ros. Ольга Михайловна Абрамова, Olga Michajłowna Abramowa; ur. 19 września 1953 w Mińsku) – białoruska naukowiec i polityk, publicystka, deputowana do Rady Najwyższej Republiki Białorusi XIII kadencji; w latach 2000–2008 deputowana do Izby Reprezentantów Zgromadzenia Narodowego Republiki Białorusi II i III kadencji; kandydat nauk filozoficznych (odpowiednik polskiego stopnia doktora). Wolha Abramawa jest politykiem prorosyjskim, lecz także zwolenniczką dobrych stosunków Białorusi z Zachodem. Jej zdaniem polityka Alaksandra Łukaszenki cieszy się poparciem większości społeczeństwa. Abramawa krytycznie odnosi się do części liderów białoruskiej opozycji.

## Życiorys

### Młodość i praca
Urodziła się 19 września 1953 roku w Mińsku w Białoruskiej SRR, ZSRR. W 1975 roku ukończyła Białoruski Uniwersytet Państwowy im. Lenina, uzyskując wykształcenie socjologa i filozofa. W 1988 roku uzyskała stopień kandydata nauk filozoficznych (odpowiednik polskiego stopnia doktora). Temat jej rozprawy kandydackiej brzmiał: Humanizm stosowania środków przymusu rewolucji socjalistycznej. Wykładała w Białoruskim Instytucie Technologicznym i w Mińskim Instytucie Radiotechnicznym, stopniowo awansowała z asystentki na docenta. W 1995 i od 1997 roku pełniła funkcję dyrektora programów badawczych Narodowego Centrum Inicjatyw Strategicznych „Wschód – Zachód”. Pracowała jako dyrektor programów naukowych i edukacyjnych centrum analitycznego „Strategia”. Posługuje się językiem niemieckim.

### Początek działalności społeczno-politycznej
Pod koniec lat 80. XX wieku stała się aktywna w życiu społeczno-politycznym. Sprzeciwiała się przejściu systemu oświaty na język białoruski, ostro występowała przeciwko prawu o językach, przyjętemu 26 stycznia 1990 roku na 14. sesji Rady Najwyższej, który przewidywał ustanowienie białoruskiego jedynym językiem państwowym. Opowiadała się za tym, by Białoruska SRR posiadała dwa języki państwowe: białoruski i rosyjski. W latach 1991–1994 była współprzewodniczącą Ruchu Demokratycznych Reform Białorusi. Pełniła także funkcję współprzewodniczącej międzynarodowego Ruchu Demokratycznych Reform.

### Działalność w Radzie Najwyższej
W drugiej turze uzupełniających wyborów parlamentarnych 10 grudnia 1995 roku została wybrana na deputowaną do Rady Najwyższej Republiki Białorusi XIII kadencji z Akademicznego Okręgu Wyborczego Nr 242 miasta Mińska. 19 grudnia 1995 roku została zarejestrowana przez centralną komisję wyborczą, a 9 stycznia 1996 roku zaprzysiężona na deputowaną. Od 23 stycznia pełniła w Radzie Najwyższej funkcję członkini, a potem sekretarza Stałej Komisji ds. Międzynarodowych. Była bezpartyjna; należała do socjaldemokratycznej frakcji „Związek Pracy”. Od 3 czerwca była członkinią grupy roboczej Rady Najwyższej ds. współpracy z Bundestagiem Republiki Federalnej Niemiec. 21 czerwca została członkinią delegacji Rady do Zgromadzenia Parlamentarnego Stowarzyszenia Białorusi i Rosji. W listopadzie 1996 roku, podczas kryzysu politycznego związanego z zainicjowanym przez prezydenta Alaksandra Łukaszenkę referendum, Abramawa wystąpiła przeciwko prezydentowi i poparła wniosek o jego impeachment. 27 listopada 1996 roku, po dokonanej przez prezydenta kontrowersyjnej i częściowo nieuznanej międzynarodowo zmianie konstytucji, nie weszła w skład utworzonej przez niego Izby Reprezentantów Zgromadzenia Narodowego Republiki Białorusi I kadencji. Ostro krytykowała jednak także opozycję. Zgodnie z Konstytucją Białorusi z 1994 roku jej mandat deputowanej do Rady Najwyższej zakończył się 9 stycznia 2001 roku; kolejne wybory do tego organu jednak nigdy się nie odbyły.
W 1997 roku utworzyła i stanęła na czele Białoruskiego Zjednoczenia Społecznego „Jabłko”, które zrzeszało rosyjskojęzycznych demokratów, miało charakter centrowy, socjalno-liberalny i zostało utworzone przy poparciu rosyjskiej partii Jabłoko. Organizacja koordynowała swoją działalność z Radą Koordynacyjną Sił Demokratycznych (RKSD), organem jednoczącym białoruską opozycję, w ramach Rady Konsultacyjnej Opozycyjnych Partii Politycznych, za pośrednictwem Misji Konsultacyjno-Obserwacyjnej OBWE. W drugiej połowie 1999 roku i w pierwszej połowie 2000 roku kierowana przez Abramawą organizacja uczestniczyła w rozmowach z władzami na temat demokratyzacji kodeksu wyborczego przed wyborami parlamentarnymi w 2000 roku. Przedstawiciele „Jabłka” uczestniczyli w rozmowach do samego końca, do lipca 2000 roku, także po tym, jak wycofały się z nich główne partie opozycyjne. Białoruskie media państwowe określały organizację mianem „konstruktywnej opozycji”.

### Działalność w Izbie Reprezentantów
Wolha Abramawa i jej organizacja nie dołączyły do ogłoszonego 2 lipca przez IV Kongres RKSD bojkotu wyborów parlamentarnych. Wysunęła swoją kandydaturę i 21 listopada 2000 roku została deputowaną do Izby Reprezentantów Zgromadzenia Narodowego II kadencji ze Wschodniego Okręgu Wyborczego Nr 106 miasta Mińska. Stała się tym samym jedną z dwojga osób, obok Uładzimira Nawasiada, które zostały wybrane do Izby, a które wcześniej należały do opozycji w Radzie Najwyższej XIII kadencji. Z powodu udziału w wyborach zwolennicy bojkotu uznali ją za „pseudodemokratkę”. Abramawa wkrótce po wyborze do Izby przeszła do obozu proprezydenckiego. Pełniła funkcję członkini Komisji ds. Prawodawstwa i Kwestii Sądowo-Prawnych. Należała do grupy deputackiej „Wspieranie Rozwoju Ekonomicznego”. Była jedną z dwojga deputowanych, obok Iwana Paszkiewicza, którzy zareagowali na list wystosowany 3 marca 2001 roku przez liderów czterech głównych Kościołów protestanckich na Białorusi. W liście krytykowali oni nową redakcję prawa O wolności wyznań…, zgodnie z którą utrudniona została rejestracja związków wyznaniowych, a także wyrazili zaniepokojenie szczególnie uprzywilejowaną pozycją Rosyjskiego Kościoła Prawosławnego. Pozostali deputowani, podobnie jak członkowie Rady Republiki i Alaksandr Łukaszenka, zignorowali list.
Wolha Abramawa brała udział w wyborach parlamentarnych w 2004 roku. Zdaniem Juryja Czawusaua w czasie kampanii wyborczej przekraczała środki wydzielone na agitację poprzez rozpowszechnianie sprawozdań o działalności deputackiej dla deputowanych Izby Reprezentantów II kadencji. Nie zdarzały się przypadki, by władze konfiskowały jej materiały wyborcze, co miało miejsce z materiałami kandydatów opozycyjnych. 16 listopada 2004 roku została deputowaną do Izby Reprezentantów III kadencji z Kalinowskiego Okręgu Wyborczego Nr 108 miasta Mińska. Pełniła w niej funkcję członkini Stałej Komisji ds. Budownictwa Państwowego, Samorządu Lokalnego i Przepisów. Według Alaksandra Piatkiewicza i Wolfa Rubinczyka, w Izbie Reprezentantów wykazywała „umiarkowaną opozycyjność”, tzn. wypowiadała się przeciwko pojedynczym represyjnym działaniom władzy wykonawczej. 29 czerwca 2005 roku była jedyną deputowaną, która zagłosowała przeciwko prawu O organizacjach społecznych, która m.in. ułatwiała ich likwidację, utrudniała rejestrację i działalność oraz zakazywała działalności organizacjom niezarejestrowanym. Jej kadencja w Izbie Reprezentantów zakończyła się 27 października 2008 roku.
30 maja 2007 roku Wolha Abramawa ogłosiła likwidację Białoruskiego Zjednoczenia Społecznego „Jabłko”. Przyczyną było dwukrotne ostrzeżenie ze strony Ministerstwa Sprawiedliwości w związku z brakiem adresu prawnego zjednoczenia. Abramawa już kilka lat wcześniej przestała wynajmować dla niego biuro z powodu braku środków.

## Poglądy
Zdaniem Wolhi Abramawej, białoruska tożsamość narodowa polega przede wszystkim na więzi z ojczystą ziemią i miłości do rodzimych krajobrazów. Nie uważa wspólnoty Słowian za istotny czynnik, ponieważ jej zdaniem jest to jedynie wspólnota krwi, podczas gdy narody słowiańskie mają różne kultury i zmierzają w różnych kierunkach. Istnieje natomiast wspólnota narodów byłego Związku Radzieckiego, z której Abramawa wyłącza Litwę, Łotwę i Estonię, włącza natomiast Izraelczyków pochodzących z terytorium dawnego ZSRR.
Abramawa określa się jako polityk prorosyjski, ale jednocześnie i proeuropejski. Deklaruje poparcie dla zachowania pragmatycznej równowagi między polityką wschodnią i zachodnią w celu osiągnięcia korzyści dla kraju. Jej zdaniem wygodne i celowe jest, by Białoruś pozostawała w wojskowo-politycznym sojuszu z Federacją Rosyjską, a także w innych organizacjach, w których jest zaangażowana, np. w Szanghajskiej Organizacji Współpracy. Zastrzega jednak, iż Białoruś nie powinna wchodzić w skład Federacji Rosyjskiej, wskazane jest bowiem, by rozwijała także dobre stosunki z Zachodem. Politykę Federacji Rosyjskiej wobec Białorusi określa mianem pragmatycznej, zgodnej z jej narodowo-państwowym interesem oraz wolą większości rosyjskiego społeczeństwa. Bardzo negatywnie natomiast ocenia politykę Polski, Litwy i Ukrainy w tej dziedzinie. Jej zdaniem nie odpowiada ona interesom tych państw, a miejscowe elity polityczne prowadzą ją wbrew woli większości ich obywateli.
Europa, jej zdaniem, stanowi wspólnotę wartości kulturowych i cywilizacyjnych, do której Białoruś należy z punktu widzenia geografii i historii, ale nie pod względem dominującej myśli społecznej. Białoruś powinna dążyć do osiągnięcia europejskich standardów w dziedzinie jakości i komfortu życia, a także zabezpieczeń socjalnych, nie powinna jednak przyjmować niektórych wartości obywatelskich. Abramawa krytykuje zbyt wielką, jej zdaniem, ufność mieszkańców Europy wobec informacji podawanych w mediach, ich materialistyczny styl życia i nadmierną biurokrację. Według niej, europejczycy nie rozumieją specyfiki Białorusi i jej osobliwości narodowego charakteru. Integrację europejską uważa za proces ogólnie korzystny, bo lepsza jest eurointegracja, niż gospodarcza autarkia. Białoruś mogłaby wnieść do niej swój wkład przede wszystkim w dziedzinie kultury i nauki. Idealnym wariantem byłaby integracja również Federacji Rosyjskiej ze strukturami europejskimi. Jednak w przewidywalnej perspektywie czasowej Białoruś nie powinna dokonywać wyboru cywilizacyjnego i poczekać na ostateczne ukształtowanie się ładu międzynarodowego. Negatywny stosunek Unii Europejskiej do władz Białorusi Abramawa tłumaczy niezrozumieniem procesów zachodzących w tym kraju. Jej zdaniem politykę Unii kształtuje część białoruskiej opozycji, która w rzeczywistości nie chce żadnych zmian. Abramawa krytykuje też Unię za brak konkretnych materialnych zachęt do integracji z nią.
Według Abramawej białoruskie media państwowe idealizują sytuację w kraju, niepaństwowe przesadzają zaś z krytyką. Aby uniknąć nieprawdziwego, jednostronnego obrazu Białorusi, należy do obu źródeł podchodzić z dystansem. Twierdzi, że w kraju następują zmiany zarówno polityczne, jak i ekonomiczne, należy jednak być bardziej cierpliwym w oczekiwaniu na nie. Jej zdaniem polityka Alaksandra Łukaszenki, zarówno wewnętrzna, jak i zagraniczna, ma poparcie większości białoruskiego społeczeństwa. Bardzo krytycznie odnosi się do części liderów białoruskiej opozycji, którzy przetworzyli politykę w biznes. W jej ocenie mimo głośnych deklaracji, nie chcą demokratyzacji Białorusi i jej otwarcia na świat, ponieważ wygodny jest dla nich obecnie posiadany status. Według Abramawej, to oni kształtują politykę Unii Europejskiej wobec Białorusi.
Wolha Abramawa określa samą siebie mianem choleryka i ekstrawertyka.

## Oceny
Wolha Abramawa została określona mianem „pseudodemokratki” przez zwolenników bojkotu wyborów parlamentarnych w 2000 roku. Stało się po to bym, gdy większość opozycji poparła bojkot, a Abramawa do niego nie dołączyła, wystawiła swoją kandydaturę i zdobyła mandat deputowanej. Brian Maurice Bennett określił ją w tym kontekście mianem ulubionej opozycjonistki Łukaszenki. Bardzo krytycznie ocenia ją Zianon Pazniak, nazywając politrusyfikatorem z łukaszenkowskiej „pałatki”. Zdaniem politolog Iryny Jekadumawej kierowana przez nią organizacja „Jabłko”, po tym, gdy partie prawicowe odmówiły kontaktów z nielegalnymi ich zdaniem organami władzy, miała szansę w 2001 roku zagospodarować elektorat sił centrowych, reprezentowany przez klasę średnią, inteligencję, część nomenklatury i pracowników aparatu państwowego.

## Odznaczenia
- Gramota Pochwalna Zgromadzenia Narodowego Republiki Białorusi (3 listopada 2003) – za zasługi dla rozwoju prawodawstwa i parlamentaryzmu[35].

## Prace
Wolha Abramawa aktywnie występowała w prasie. Jest autorką ponad 200 publikacji – artykułów, broszur i książek. Jedną z jej prac jest wydana w języku niemieckim w 1998 roku w Niemczech Białorusko-rosyjska integracja: między symulacją i rzeczywistością.

## Życie prywatne
Wolha Abramawa jest mężatką, ma syna.